# Jusuf Vrioni
Jusuf Vrioni, född 1916, död 2001, var en albansk översättare.
Från år 1923 levde han i Frankrikes huvudstad Paris. Han greps 1947 i Albanien och släpptes fri 1958.
Jusuf Vrioni kom att bli en bemärkt översättare från albanska till franska, särskilt av verk av den albanske författaren Ismail Kadare.